# The Key Part II
The Key Part II; The Labyrinth is het tweede en laatste muziekalbum van de Britse muziekgroep Strangers on a Train. Het album is een van de eerste studioalbums, dat is opgenomen in de eigen geluidsstudio van Clive Nolan Thin Ice Studios in Londen. Het album is meer gericht op de gitaar dan haar voorganger. Als extra zanger is ingehuurd Alan Reed van Pallas. Bij het uitbrengen van het album kwamen al berichten van een The Key Part III, maar dat is in 2009 nog niet verschenen door de drukke werkzaamheden van de drie leden. Ook de gezondheidstoestand van Tracy Hitchings is oorzaak van het uitstel. Het album werd later opnieuw uitgegeven door Verglas Music, met een nieuwe hoes.

## Musici
Band:
- Tracy Hitchings , Alan Reed– zang
- Karl Groom – gitaar, basgitaar
- Clive Nolan – toetsinstrumenten en drummachine

## Composities
Allen van Nolan:
1. The Key Part II, The Labyrinth
  1. Darkworld (20:37)
    1. A new beginning (instrumentaal)
    2. Edge of darkness
    3. Deliverance
    4. A moment of sanity
    5. Beyond the Rubicon

  2. Hijrah (6:04) (instrumentaal)
  3. The Labyrinth (14:07)
    1. The first veil
    2. The second veil
    3. The third Veil; trick of the light

  4. The vision clear (6:57)
  5. Endzone (23:32)
    1. Occam´s flame (instrumentaal)
    2. Purification
    3. Recovery (instrumentaal)
    4. A new perspective
    5. Denouement